# Leonard Velcescu

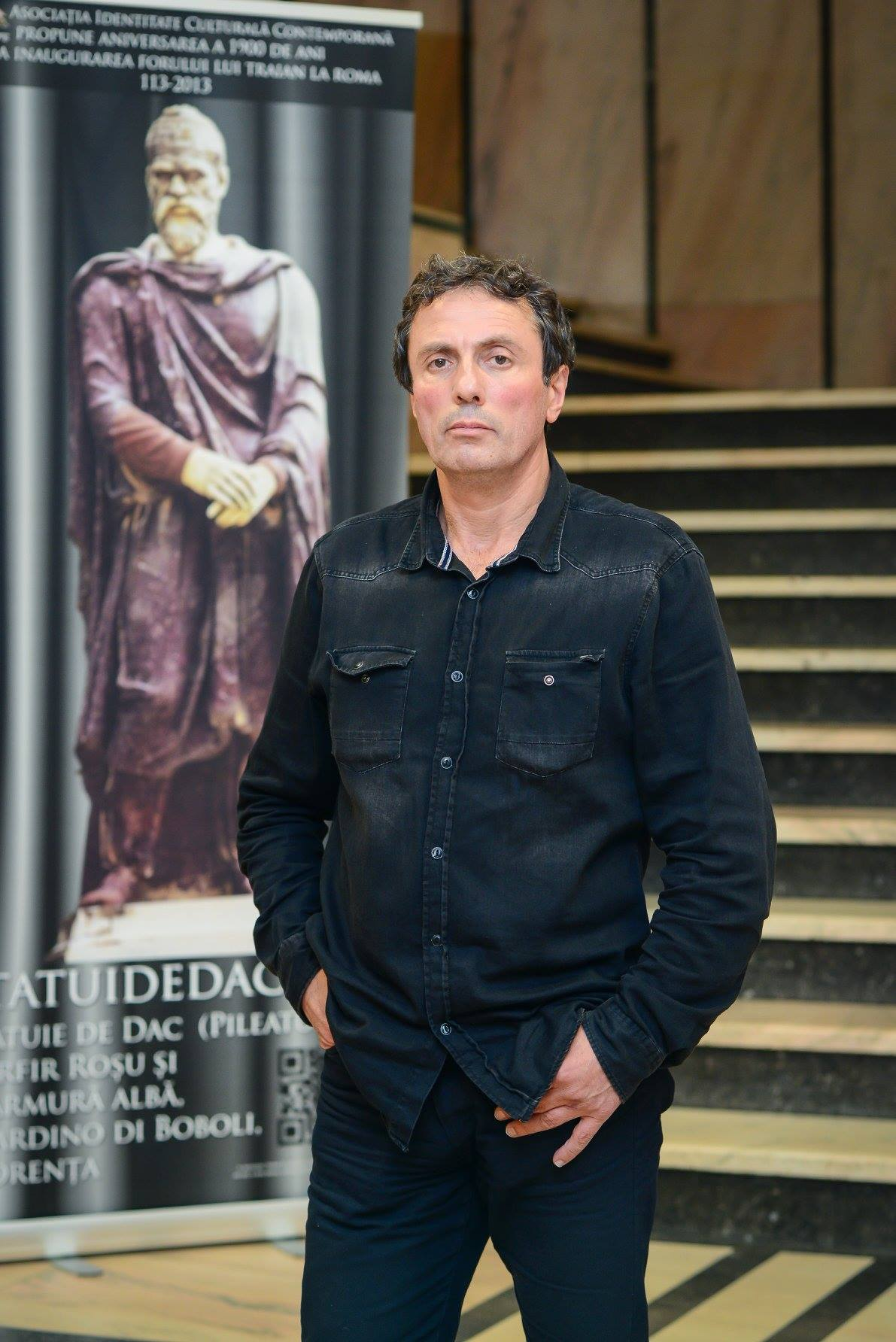

Leonard Velcescu (n. 1961, Pitești) este un istoric de artă român, laureat al Academiei Române, doctor în istoria artei la École Pratique des Hautes Études (Sorbonne, Paris-Sorbona) și președinte de onoare al Asociației Identitate Culturală Contemporană. 

## Statui de daci
Cele mai cunoscute cercetări ale lui Velcescu sunt legate de statuile de daci construite de sculptori romani în timpul domniei lui Traian. În anul 2000, cercetătorul a obținut titlul de doctor la École Pratique des Hautes Études (Sorbona) cu lucrarea „Dacii în sculptura romană. Studiu de iconografie antică”. Teza se concentrează asupra unei serii de statui, înfățișându-i pe daci în ipostaze impozante, ridicate la sfârșitul războaielor daco-romane, pentru a împodobi Forul lui Traian. Astăzi, aceste statui se află în diferite muzee celebre din întreaga lume. Astfel, ele pot fi văzute în expoziții din Paris, Versailles, Florența, Londra, New York sau Ierusalim.
Potrivit lui Leonard Velcescu, statuile de daci pun în evidență stilul sculpturii romane din timpul lui Traian și oferă numeroase informații documentare. Comentând măiestria sculptorilor, Velcescu notează că „figurile dacilor pot fi considerate ca fiind adevărate portrete, în sensul că prezintă asemănări evidente cu modelul sculptat, care particularizează fiecare personaj reprezentat”. Cercetătorul adaugă: „Sculptorii romani au înțeles și în același timp au perceput, factor esențial în domeniul artelor plastice, faptul că, înainte de a observa, studia și reda fizionomia aspectului fizic exterior, trebuie decriptat și înțeles mai întâi aspectul psihic, aspectul interior al fiecărui personaj, «portretul» lăuntric. Astfel, avem de-a face în realitate cu două portrete pentru fiecare personaj, cel exterior și cel interior. Cele două portrete se unesc ca într-o simbioză perfectă, căpătând aspectul de «vivant», de real. Se poate presupune că de aici provine «misterul» și prestigiul artei portretului școlii romane din timpul lui Traian.”
În 2012, studiul lui Leonard Velcescu a fost distins de Academia Română cu premiul Eudoxiu Hurmuzaki.
O ediție revizuită și adăugită a studiului a fost publicată, în 2015, la Editura Academiei Române. În același an, Asociația Identitate Culturală Contemporană a lansat o campanie de donații, prin care își propune să ducă volumul apărut la Editura Academiei la școlile de artă și facultățile de istorie din țară.
Împreună cu Asociația Identitate Culturală Contemporană, Leonard Velcescu a lansat un muzeu virtual dedicat statuilor de daci, precum și o aplicație mobilă.

## Distincții
- 2012 – premiul Eudoxiu Hurmuzachi al Academiei Române, pentru cartea Les Daces dans la sculpture romaine. Etude d’iconographie antique.
- 2010 – premiul Flaminiu Mârtzu, acordat de Muzeul de Istorie din Pitești.

## Studii
- 1995-2000 École Pratique des Hautes Études-Sorbonne, Paris. Doctorat în istoria artei și arheologie: Les «Barbares» (Daces) dans la sculpture romaine. Étude d’iconographie antique.
- 1989-1994 Universitatea Sorbona – Paris IV: Facultatea de Istorie, Artă și Arheologie.
- D.E.A. (Diplôme d’Études Approfondies): 1994 - École Pratique des Hautes Études-Sorbonne, Paris.
- Master: 1993.
- Licență: 1991.
- 1976-1980 Liceul de Arte, Pitești (România). Specializarea: pictură, arte decorative, sculptură, artă grafică. Expoziții de pictură în 1981 și 1982.

## Publicații
- Dacii în sculptura romană. Studiu de iconografie antică, ediția a II-a, revăzută și adăugită, Editura Academiei Române, București, 2015;
- Réflexions sur le Forum de Trajan (Rome) et les représentations statuaires de daces et leur signification culturelle, în volumul La Colonne Trajane. Colloque franco-roumain de Bucarest (28-29 octombre 2013), ed. C. C. Petolescu, M. Gallinier, F. Matei-Popescu, București, 2015 (sub tipar);
- Observations sur les représentations statuaires de Daces, trouvées dans le Forum de Trajan, à Rome, et leur signification pour la culture, în: Ephemeris Dacoromana, 16, 2014, p. 73-88;
- Présence romaine en Dacie (Roumanie). Le Trophée d’Adamclisi (Tropaeum Traiani, région de Constantza), în ARCHEO 66 (Bulletin de l’AAPO - Perpignan, France), 29 , 2014, p. 100-109;
- Arcul lui Traian de la Beneventum – 1900 de ani de la inaugurare (114-2014), în: Acta Centri Lucusiensis, 2A, 2014;
- La colonne Trajane et les trophÉes romains, 1900 ans après, vainqueurs et vaincus en images, în Les Dossiers d’Archéologie, 359, septembrie-octombrie 2013, p. 2-3, în colaborare cu M. Gallinier, G. Castellvi;
- Le portrait du roi Décébale, în Les Dossiers d’Archéologie, 359, septembrie-octombrie 2013, p. 18-21.
- Columna și reprezentările monumentale ale dacilor din forul lui Traian (Roma) și însemnătatea lor pentru cultură. Aniversarea a 1900 de ani de la inaugurarea Columnei în Forul lui Traian, la Roma (113-2013), în Qvaestiones Romanicae, II/2, Lucrările colocviului internațional Comunicare și cultură în România europeană, Timișoara, 24-25 septembrie 2013, Szeged, 2013, p. 875-906.
- Les représentations statuaires de Daces du Forum de Trajan, în Les Dossiers d’Archéologie, 359, septembrie-octombrie 2013, p. 32-37.
- Une délégation de chercheurs de Perpignan en Roumanie. Etudes sur la Colonne Trajane. 1900 ans depuis l'inauguration (113-2013). Colloque franco-roumain d'histoire et archéologie. Conférences, visites et rencontres. Bucarest, 27-30 octobre 2013, în ARCHEO 66 (Bulletin de l’AAPO – Perpignan, France), 28, 2013, în colaborare cu G. Castellvi, M. Gallinier, F. Dory;
- Les représentations sculpturales de Daces du Forum de Trajan (Rome) et leur importance pour la culture roumaine; în Antichitatea Clasică și Noi, Craiova, 2011;
- Communication de l’histoire de l’art antique romaine: introduction sur les représentations statuaires de Daces, trouvées dans le Forum de Trajan, à Rome, în AUCCOM, 1, 2011, 1-2;
- Imaginea demnă a dacilor a fost plasată în locul cel mai prestigious al lumii romane, în inima Romei, în Romania view over the top (România văzută de sus), 21, ianuarie-martie 2011, p. 16-20;
- The dignified image of the Dacians was placed in Trajan’s Forum, at the heart of Rome, în Romania view over the top (România văzută de sus), 21, ianuarie-martie 2011, p. 22-25;
- Les Daces dans la sculpture romaine. Étude d’iconographie antique, Éditions Les Presses LittÉraires, Saint-Esteve, 2010;
- L’importance des représentations statuaires de Daces du Forum de Trajan (Rome), pour la culture roumaine, în volumul LE SYMPOSIUM INTERNATIONAL – LE LIVRE – LA ROUMANIE – L’EUROPE, Bucarest, le 20-24 septembre 2009, Editura Biblioteca Bucureștilor, București, 2010;
- Importanța reprezentărilor sculpturale de Daci, din Forul lui Traian (Roma), pentru cultura română, în Argesis, 2009;
- Leonard VELCESCU, Biographie, présentations de publications, recherches, projets, messages, etc., în L’Encyclopédie des Personnalités de Roumanie, ed. Ralph Hùbner, Hùbners Who is Who, 2009;
- Dacii în sculptura romană. Studiu de iconografie antică, Éditions Les Presses Littéraires, Saint-Esteve, 2008;
- Discuție asupra unor „probleme” în legătură cu statuile de Daci din Forul lui Traian, la Roma, în Argesis, 2007;
- Représentations statuaires du roi Décébale, în SCIVA, 58, 2007, pp. 1-2;